# Marinha Grande (freguesia)
Marinha Grande es una freguesia portuguesa del municipio de Marinha Grande. Según el censo de 2021, tiene una población de 32 330 habitantes.